# Pietro Frosini (ingegnere)
Pietro Frosini (San Miniato, 27 giugno 1896 – Roma, 14 novembre 1974) è stato un ingegnere italiano.

## Biografia
Nato a San Miniato, in provincia di Pisa, era figlio di Antonio Frosini. Si laureò in ingegneria civile a Pisa nel 1921, dopo un'interruzione degli studi nel periodo della guerra dal 1915 al 1918. A questa partecipò quale ufficiale di artiglieria alpina. Fu ferito e decorato con una medaglia d'argento, una di bronzo e la croce di guerra.
Subito dopo la laurea entrò nel corpo del genio civile. Destinato al servizio idrografico, prestò servizio nella sezione di Chieti dapprima e dopo due anni fu trasferito come assistente volontario a quella di Roma, che resse poi in qualità di direttore dal giugno 1926 all'aprile 1946.
Passò poi alla direzione dell'ufficio idrografico del Magistrato delle acque di Venezia. Nel 1947 fu promosso ispettore e destinato al Consiglio superiore dei lavori pubblici. Nel 1954 ebbe la nomina a presidente della IV sezione del consiglio stesso e resse quest'ufficio fino al suo collocamento a riposo nel luglio 1961 per raggiunti limiti di età, e il suo successore fu Curzio Batini. Il 2 giugno 1956, su proposta della presidenza del Consiglio dei ministri, fu nominato grande ufficiale ordine al merito della Repubblica italiana.
Nei primi anni romani fu assistente di Luciano Conti alla cattedra di costruzioni idrauliche della scuola di ingegneria di Roma e diede ad essa collaborazione sia per l'insegnamento che per le ricerche. Ottenne la libera docenza di idrografia e insegnò questa disciplina presso l'università di Bari, e per molti anni presiedette la commissione per l'idrologia scientifica presso il Consiglio Nazionale delle Ricerche.
Prima propose al consiglio l'approvazione del progetto Vajont e poi divenne membro della commissione di collaudo della stessa, voluta dal ministro dei lavori pubblici Giuseppe Togni. Con tale commissione, nel luglio 1959 si occupò della prima perizia sulla diga, ma invece che sul monte Toc, la svolse tra una scampagnata a Cortina d'Ampezzo e una cena offerta dalla SADE sulla terrazza dell'albergo Europa in Canal Grande a Venezia. Al processo per il disastro del Vajont fu assolto da tutte le imputazioni per insufficienza di prove.
Il 14 novembre 1974, in una clinica romana, chiuse la sua vita. Qualche mese prima poté consegnare per la stampa il manoscritto dell'opera sul Tevere, il cui compimento era stata l'aspirazione profonda di tutta la sua vita di studioso.

## Nei media

### Cinema
- Nel film Vajont del 2001, diretto dal regista Renzo Martinelli, è stato impersonato da Fabio Grossi.[7]